# Liparis tenuis
Liparis tenuis är en orkidéart som beskrevs av Robert Allen Rolfe och Dorothy Downie. Liparis tenuis ingår i släktet gulyxnen, och familjen orkidéer. Inga underarter finns listade i Catalogue of Life.